# Theridion nasutum
Theridion nasutum är en spindelart som beskrevs av Jörg Wunderlich 1995. Theridion nasutum ingår i släktet Theridion och familjen klotspindlar. Inga underarter finns listade i Catalogue of Life.